# 충무교육원
충무교육원(忠武敎育院)은 지방교육자치에 관한 법률 제32조에 따라 학생들로 하여금 충무공을 비롯한 성현들의 충·효 정신을 이어 받게 하고 공동생활을 통해 도덕성 함양과 민주시민으로서의 자질을 갖춘 인격체로 기르기 위하여 충청남도교육청 산하에 설치된 소속기관이다.